# Sinan Bakış
Sinan Bakış (Troisdorf, 22 d'abril del 1994) es un futbolista turc que juga com a davanter centre al KS Górnik Zabrze, cedit pel Reial Saragossa de la Segona Divisió espanyola.
Llicenciat juvenil del Bayer Leverkusen, Bakış es va incorporar al Kayserispor el 2013. Va debutar a la Süper Lig el 15 de setembre d'aquell any, en un empat 1-1 contra el Gençlerbirliği SK.
El 2016, Bakış es va traslladar a Bursaspor, però va actuar amb moderació abans de fitxar per l'Admira Wacker el 2018.
El 2020, va acceptar un contracte amb l'Heracles Almelo de l'Eredivisie. Bakış va tornar a canviar d'equip i de país l'1 de setembre de 2022, després de signar un contracte d'un any amb el nouvingut de Segona Divisió Espanyola, el FC Andorra.